# Bel-Air (metrostation)
Bel-Air is een station van de metro in Parijs langs metrolijn 6 in het 12e arrondissement. Het station ligt bovengronds op de Boulevard de Picpus. De naastliggende metrostations liggen ondergronds, en om station Bel-Air te bereiken moet de metro dus naar de oppervlakte klimmen. Na het station gaat de metro weer de tunnel in. Tot deze constructie werd besloten om een doorgang te behouden voor de oude Ligne de Vincennes, die het station Paris-Bastille verbond met de vallei van de Marne. De sporen van die lijn zijn sindsdien opgebroken en sinds de jaren negentig is een deel van dit spoortraject omgebouwd tot de Promenade plantée, een groene wandelboulevard.
De naam is afgeleid van het Quartier Bel-Air, waar het metrostation zich bevindt.

## Geschiedenis
Het station werd geopend op 1 maart 1909 bij de opening van metrolijn 6 tussen station Place d'Italie en station Nation.
Charles de Gaulle - Étoile · Kléber · Boissière · Trocadéro · Passy · Bir-Hakeim · Dupleix · La Motte-Picquet - Grenelle · Cambronne · Sèvres - Lecourbe · Pasteur · Montparnasse - Bienvenüe · Edgar Quinet · Raspail · Denfert-Rochereau · Saint-Jacques · Glacière · Corvisart · Place d'Italie · Nationale · Chevaleret · Quai de la Gare · Bercy · Dugommier · Daumesnil · Bel-Air · Picpus · Nation